# 建康府
建康府，中国南宋时设置的府。
北宋时，称江宁府，为江南东路的首府。

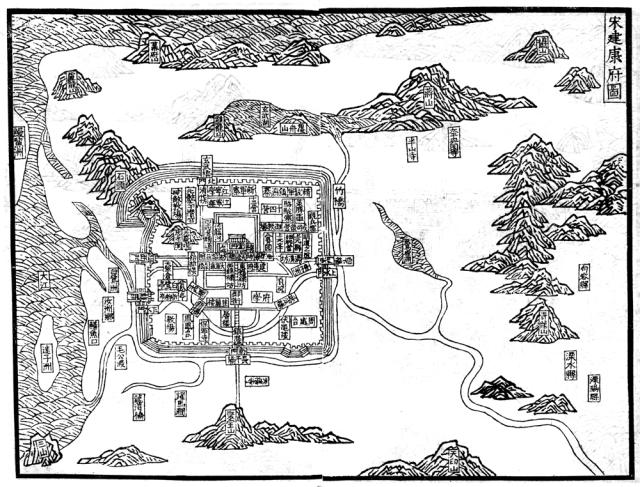
明朝陈沂所著《金陵古今图考》中宋建康府图

南宋建炎三年（1129年）改称建康府，是宋高宗建炎南渡后的行都，称“东都”。绍兴元年（1131年）改为留都。
绍兴八年（1138年）由临安正式取代建康作為南宋的首都。此後建康仍是江南东路的首府，终南宋一朝，作為南宋的軍事前線。
元朝消灭南宋政权后，改为建康路，后为集庆路。